# Vioolconcert (Klami)
Uuno Klami voltooide zijn enige Vioolconcert in 1943; een tweede versie daarvan volgde later.

## Geschiedenis
Klami was qua muziekstijl toch al een buitenbeentje in de Finse klassieke muziek. Hij richtte zich meer naar de Franse componisten als Claude Debussy en Maurice Ravel, terwijl zijn tijdgenoten zich richtten op Jean Sibelius. Deze situatie gaf problemen toen Klami een vioolconcert wilde schrijven; Debussy en Ravel schreven er geen en het enige vioolconcert binnen de Finse klassieke muziek van enige faam was toen dat van Sibelius, dat overigens nog steeds (2010) tot het wereldrepertoire in het genre behoort. Het levert een eigenaardig vioolconcert op dat in de verte doet denken aan dat van Sibelius, maar toch ook grotendeels klinkt als de Franse muziek in de jaren 1900-1920.
De eerste uitvoering was voor Anja Ignatius met het Filharmonisch Orkest van Helsinki onder leiding van Toivo Haapainen op 29 oktober 1943. Vervolgens ging het werk naar Zweden en na een concert in Stockholm verdween het in het niets, iets wat ook gebeurde met de voorganger van het werk, de ouverture Suomenlinna. Klami was niet uit het veld geslagen; hij componeerde een nieuwe versie, die voltooid werd in 1954. Tijdens onderzoek bij de Zweedse Omroep kwam echter de partituur weer boven tafel (1957). Tegenwoordig wordt voornamelijk de tweede versie gespeeld. 9 april 1954 speelden opnieuw Ignatius, Haapainen en het Helsinki PO het werk.

## Muziek
De muziek is dat van een vioolconcert, maar vrijer qua opzet dan dat van Sibelius. Sibelius wrong is in bochten om vooral te voldoen aan de structuur van concertos in die tijd. Klami schreef later in de tijd en was beïnvloed door de Fransen, die er voor wat betreft structuur een veel lossere moraal op na hielden. Daardoor is het afwisselend concert geworden, waarbij de luisteraar soms naar de Finse bossen wordt geleid (Sibelius) en dan weer naar het Franse ballet (Debussy,Ravel). Deel 2 neigt daarbij zeer naar het laatste.

### Delen
- Allegro, molto moderato
- Adagio, ma non troppo
- Allegro giocoso

### Orkestratie
- soloviool
- 2 dwarsfluiten, 2 hobo’s, 2 klarineten, 2 fagotten
- 4 hoorns, 2 trompetten, 0 trombones, 0 tuba
- pauken, harp,
- violen, altviolen, celli, contrabassen.

## Discografie
- Uitgave BIS Records: Jennifer Koh, Symfonieorkest van Lahti o.l.v. Osmo Vänskä (opname maart 1996)
- Uitgave Alba Records Oy: Pekka Kauppinen; Kymi Sinfonietta o.l.v. Dmitri Slobodeniouk
- Uitgave Alba Records Oy: Benjamin Schmid; Symfonieorkest van Oulu o.l.v. Johannes Gustavsson (opname maart 2016)
- Uitgave Finlandia: uitvoerenden onbekend

Andere Finse vioolconcerten zijn het Vioolconcert van Aulis Sallinen en het Vioolconcert van Magnus Lindberg. De snelschrijver Leif Segerstam componeerde tot 2007 dertien vioolconcerten, Per Nordgren schreef er vier.